# Guitarama (província)
Guitarama (em quiniaruanda: Gitarama) era uma intara (província) do centro-sul de Ruanda, com sede em Guitarama. Possuía 2 149 quilômetros quadrados de área e segundo censo de 2002, havia 856 488 habitantes. Foi abolida em 2006 com a reformulação territorial do país. Dividia-se em vários distritos:
| Distrito  | Nome nativo | População (2002) | Área (km2) |
| --------- | ----------- | ---------------- | ---------- |
| Cabagari  | Kabagari    | 83 006           | 255        |
| Caiumbu   | Kayumbu     | 74 264           | 174        |
| Camonhi   | Kamonyi     | 116 255          | 267        |
| Diza      | Ndiza       | 99 490           | 289        |
| Guitarama | Guitarama   | 84 669           | 76         |
| Muanga    | Muhanga     | 79 811           | 211        |
| Ruango    | Ruhango     | 43 780           | 74         |
| Ruiumba   | Ruyumba     | 88 793           | 269        |
| Tenio     | Ntenio      | 109 656          | 273        |
| Tongué    | Ntongwe     | 84 870           | 253        |